# عملية النهود

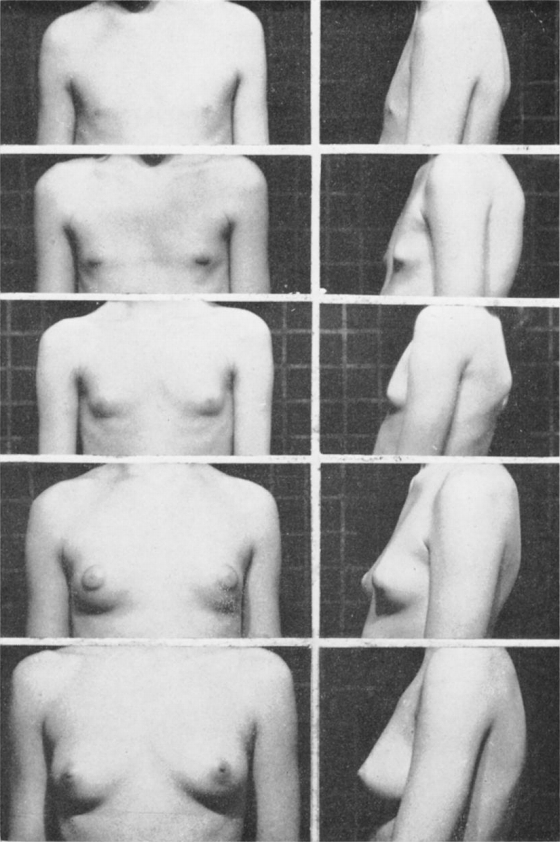

عملية النهود (بالإنجليزية: Thelarche) هي بداية التطور الثانوي للثدي. والتي تمثل غالباً بداية مرحلة سن البلوغ. يحدث النمو البدئي للثديين خلال مرحلة التطور الجنيني لدى كل من الذكور والإناث. النهود هي المرحلة التي يصبح فيها الثدي لدى كل من الجنسين مختلفاً نتيجة اختلاف المستويات الهرمونية، لكن بعض الذكور يعانون من حالة مرضية تؤدي إلى نمو الثديين بصورة أكبر من المعهود لدى الذكور، وتدعى هذه الحالة باسم التثدي.
يحدث النهود (المعروف أيضاً باسم تبرعم الثدي) وسطياً بين عامي 8 و 13 من العمر وهو ما يختلف إلى حد كبير من فتاة إلى أخرى. يعتبر هذا التنوع في عمر بدء النهود محط عدد لا حصر له من الدراسات، لكن الأمر المقبول علمياً هو أن العرق والمورثات والنشاط الجسدي ووزن الجسم جميعها تلعب دوراً في التأثير على سن بداية النهود. يعتبر البلوغ متأخراً إذا لم يبدأ تطور الثديين بحلول عمر 13 أو إذا لم تحدث الدورة الطمثية الأولى خلال عامين من بدء النهود. يستغرق التطور الكلي للثديين من بدء النهود حتى الوصول إلى الثديين البالغين مدة عامين إلى أربعة أعوام. إذا بدأ النمو الثانوي للثدي قبل عمر 7 أو 8 سنوات تكون المشكلة إما البلوغ المبكر (إذا بدأت جميع علامات البلوغ بالظهور مبكراً) أو النهود المبكر (إذا كان نمو الثديين غير مترافق مع بقية التغيرات الجسدية).
يمكن تقييم التغيرات المرتبطة بسن البلوغ - والتي من ضمنها نمو الثديين - من خلال مقياس تان (مقياس تقييم البلوغ الجنسي) إذ تمثل المرحلة 1 غياب تطور الثدي والمرحلة 2 النهود أو تبرعم الثدي، تمثل المرحلتان 3 و 4 النمو المستمر للثدي وتطور الهالة حول الحلمة، وفي النهاية تشير المرحلة 5 إلى اكتمال التطور. لا يستخدم هذا المقياس حجم الثدي بل يركز على شكل الثديين والحلمتين والهالتين من أجل تحديد المرحلة التي قطعها هذا التطور.
يتحرض نمو وتراكم النسيج الشحمي في الثديين بواسطة هرمون الإستروجين بينما يعود تطور الغدد الثديية والهالتين إلى هرمون البروجستيرون، ويعتبر المبيض مسؤولاً عن إفراز كل من هذين الهرمونين. نتيجة التغير في المستويات الهرمونية، يعتبر تطور الثديين الشابين بشكل غير متناظر من الأمور المتوقعة، وفي الكثير من الأحيان تبقى غير متساوية تماماً في الشكل أو الحجم بعد البلوغ. يحدث النهود لدى بعض الفتيات متبوعاً بتراجع في تطور الثديين، ثم بعد أشهر أو سنوات يبدأ نمو الثديين الطبيعي مرة أخرى مصحوباً بالتغيرات الطبيعية المتوقعة في سن النمو، يدعى هذا الأمر باسم النهود العابر.

## النهود المبكر
النهود المبكر هو حالة سليمة يبدأ فيها تطور الثديين قبل عمر الثامنة دون حدوث أي تغيرات مرافقة متعلقة بسن البلوغ. لا يحدث لدى الفتيات المصابات بالنهود المبكر طمث مبكر أو نمو لشعر العانة أو نمو عظمي وصفي لسن البلوغ. لا يتطور الثديان أكثر من المرحلة 3 على مقياس تانر، وبالتالي يحافظان على حلمتي ثدي بصفات المراهقة وليس البلوغ. أكثر الأعمار شيوعاً لحدوث النهود المبكر المعزول هو تحت عمر السنتين ويحدث لدى 2.2 إلى 4.7 في المئة من جميع الرضيعات. بشكل نمطي، يظهر الثديان لدى هؤلاء الفتيات أنماطاً من النمو والتراجع المتناوبين خلال فواصل من 6 أسابيع، وكثيراً ما يتراجعان في الحجم تماماً خلال عام ونصف. بسبب الطبيعة السليمة لهذه الحالة وميلها للشفاء العفوي، لا يحتاج النهود المبكر المعزول إلى أي علاج.

## البلوغ المبكر
البلوغ المبكر هو حالة تمر فيها الأنثى بتغيرات سن البلوغ قبل عمر السابعة أو الثامنة. يختلف البلوغ المبكر عن النهود المبكر في أن المصابات يظهرن علامات أخرى للبلوغ مثل بدء الدورة الطمثية وبلوغ الغدتين الكظريتين وظهور شعر العانة والمفرزات المهبلية والنمو العظمي، بينما يتصف النهود المبكر بالنمو المعزول للثديين وحسب. بالرغم من أن النهود المبكر والبلوغ المبكر حالتان مختلفتان، إلا أن هناك بعض التقاطع بينهما؛ إذ يقدر أن 14 إلى 18 في المئة من الإناث اللواتي يبدين نهوداً مبكراً سوف يحدث لديهن بلوغ مبكر أيضاً.
يمكن تشخيص البلوغ المبكر من خلال تصوير الحوض بالأمواج فوق الصوتية من أجل تقييم حجم المبيضين والرحم مقارنة بعمر الفتاة. من الطرق التشخيصية الأخرى نذكر تحاليل الدم لمعايرة مستويات الهرمونات والفحص الجسدي البسيط بالمقارنة مع مواعيد لاحقة من أجل متابعة تطور النمو.

## النهود المتبدل
النهود المتبدل - والمعروف أيضاً باسم النهود المفرط - هو حالة وسطية بين النهود المبكر والبلوغ المبكر. تشبه هذه الحالة النهود المبكر دون أي تأرجح في مستوى نمو الثدي. كثيراً ما يكون كل من نمو شعر العانة وتسارع النمو العظمي موجودين في النهود المتبدل، إلا أن هذا النمو لا يؤدي إلى الدخول الكامل في سن البلوغ كما يحدث في البلوغ المبكر.

## التنوع العرقي للنهود
تشير الإحصائيات إلى أن العمر الوسطي للنهود يختلف بشكل كبير بالنسبة إلى كل فئة عرقية. يعتبر العمر الوسطي للنهود لدى الفتيات من العرق الأسود في الولايات المتحدة الأمريكية بين 8.9 إلى 9.5 سنوات، بينما يكون عمره الوسطي لدى العرق الأبيض بين 10 إلى 10.4 سنوات، والعمر الوسطي للنهود لدى الفتيات من أصل إسباني هو 9.8 سنوات. نتيجة العمر المبكر بشكل متزايد للنهود خلال السنوات الأخيرة، يقترح بعض الأطباء تعديل الحد الأدنى الطبيعي للنهود إلى 7 سنوات للفتيات من العرق الأبيض و 6 للعرق الأسود.